# Populares
I Populares furono una delle factiones ("partiti" in senso lato) che nella vita politica della Repubblica romana sosteneva le istanze del popolo, costituendo per così dire la "base" dell'autorità dei tribuni della plebe, la magistratura che rappresentava gli interessi dei ceti popolari di Roma. 
I Populares, pur essendo anch'essi espressione della nobilitas (classe dirigente di Roma) furono quindi spesso in conflitto con gli Optimates ("i migliori"), che salvaguardavano invece le tradizioni e i privilegi della classe dominante.
La fazione dei Populares acquistò grande importanza tra la fine del II e l'inizio del I secolo a.C., quando le enormi conquiste di Roma nel Mediterraneo portarono conseguenze economico-sociali disgreganti per il vecchio ordine che venivano risolte sempre più a fatica da istituzioni politiche nate per una città-Stato.
Non costituendo un "partito" nel senso moderno del termine, si possono definire "populares" quegli esponenti della classe dirigente che furono promotori di provvedimenti per la redistribuzione delle terre demaniali e/o in difesa degli organi di governo del popolo romano, le assemblee e il tribunato della plebe.
Anche se in moltissimi contesti ci fu un allineamento di interessi fra le masse urbane e l'ordine dei cavalieri e anche se i Populares si trovarono a difendere gli interessi di questi ultimi (per esempio, sulla composizione della giuria dei tribunali), risultano anacronistiche le ipotesi di "lotta di classe" fra cavalieri e senatori, che comunque appartenevano allo stesso gruppo dirigente.
Tra i principali rappresentanti della Pars Popularis troviamo:
Tiberio Sempronio Gracco,
Gaio Sempronio Gracco,
Gaio Mario,
Lucio Apuleio Saturnino,
Quinto Sertorio,
Marco Emilio Lepido,
Lucio Sergio Catilina,
Gaio Giulio Cesare,
Marco Licinio Crasso,
Publio Clodio Pulcro,
Lucio Cornelio Cinna,
Gneo Domizio Calvino,
Marco Antonio,
Lucio Cornelio Scipione Asiatico,
Gneo Papirio Carbone,
Gaio Giulio Cesare Ottaviano Augusto,
Marco Vipsanio Agrippa, 
Decimo Giunio Bruto Albino,
Lucio Aurelio Oreste, 
Gaio Mario il Giovane, 
Publio Servilio Vatia Isaurico, 
Gaio Celio Caldo,
Gaio Aquilio Floro.